# 細趾黃鼠屬
細趾黃鼠屬(学名：Spermophilopsis)，哺乳綱、囓齒目、松鼠科的一屬，如细趾黄鼠
(Spermophilopsis leptodactylus)。與細趾黃鼠屬（細趾黃鼠）同科的動物尚有美洲黃鼠屬（洛基山黃鼠）、馬尾松鼠屬（馬尾松鼠）、松鼠屬（松鼠）、岩松鼠屬（岩松鼠）等之數種哺乳動物。

## 下属物种
本属包括以下物种：
- 細趾黃鼠 Spermophilopsis leptodactylus (Lichtenstein, 1823)